# Английски райграс
Английските райграси (Lolium perenne) са вид растения от семейство Житни (Poaceae).
Таксонът е описан за пръв път от шведския ботаник и зоолог Карл Линей през 1753 година.

## Подвидове
- Lolium perenne subsp. perenne
- Lolium perenne subsp. rigidum
- Lolium perenne subsp. stoloniferum
- Lolium perenne subsp. trabutii